# Нойдек, Руперт
Ру́перт Но́йдек (нем. Rupert Neudeck; 14 мая 1939, Данциг, Вольный город Данциг — 31 мая 2016, Зигбург, Германия) — немецкий филантроп, корреспондент радио «Вещание Германии». Оказывал активную помощь беженцам и вынужденным переселенцам из зон конфликтов. Лауреат многочисленных премий в области прав человека и соучредитель ряда гуманитарных организаций.

## Биография
Родился в Данциге (современный Гданьск) 14 мая 1939 года. Во время Второй мировой войны, в конце января 1945 года, семье Нойдека пришлось бежать от наступавшей армии СССР. Они должны были покинуть город на судне «Вильгельм Густлофф», но не успели, что спасло им жизни, так как это пассажирское судно было торпедировано советской подводной лодкой и затонуло со всеми пассажирами.
Детство Нойдека прошло в городе Хаген. В 1958 году он окончил гимназию имени Фихте, в которой его отец преподавал математику и физику. Затем Нойдек изучал философию, германистику, социологию и католическую теологию. В 1961 году он прервал обучение и вступил в орден иезуитов. Покинув орден, возобновил обучение, которое завершил в 1970 году. В 1972 году в Вестфальском университете имени Вильгельма в Мюнстере Нойдек защитил степень доктора философии работой «Политическая этика Жана-Поля Сартра и Альбера Камю».
В 1969—1971 годах он занимал место редактора студенческой газеты «Зеркало семестра». В 1971 году начал карьеру профессионального журналиста в качестве корреспондента католической радиопередачи в Кёльне. В 1976 году стал независимым журналистом. В 1977 году был принят на место редактора в департамент политических новостей на немецкую общенациональную радиостанцию «Вещание Германии».
В 1979 году, чтобы предотвратить гуманитарную катастрофу в Южно-Китайском море, в котором скопилось большое число «людей в лодках» — беженцев-вьетнамцев, пострадавших от последствий Третьей Индокитайской войны, Нойдек, вместе с супругой и писателем Генрихом Бёллем, основал немецкое отделение комитета «Корабль для Вьетнама». В 1982 году комитет был преобразован в гуманитарную организацию «Кап Анамур / Немецкая скорая помощь», которая получила название в честь грузового корабля «Кап Анамур», на котором команда Нойдека спасла и привезла в Германию 10 375 беженцев. За этой акцией последовали другие гуманитарные операции по оказанию помощи беженцам и вынужденным переселенцам из зон международных конфликтов. Выступая на тридцатилетнем юбилее организации, Руперт Нойдек сказал: «Я никогда не был трусом. «Кап Анамур» — лучший пример стремления Германии никогда не быть трусливой, но всегда быть отважной».
До 1998 года Нойдек входил в совет комитета, а затем возглавил организацию. В апреле 2003 года он, вместе с Эйманом Мазеком, стал соучредителем и председателем международной гуманитарной организации «Зелёные каски», одной из целей которой была борьба с исламофобией. С 2002 года Нойдек несколько раз посещал Израиль. В конфликте на Ближнем Востоке он однозначно встал на сторону палестинцев, подвергнув израильтян критике за нарушение прав человека на территории Палестинской автономии.
Нойдек был членом консультативного совета Общества защиты притесняемых народов, членом совета Друзей Авраама и официальным сторонником демонстрации «Свобода, а не страх».
Умер в Зигбурге 31 мая 2016 года в результате осложнений, возникших после операции на сердце. Он был похоронен на кладбище района Шпич в Тросдорфе. В 2017 году личный архив Нойдека был передан в дар Центру документации и музею миграции в Германии в Кёльне.

### Личная жизнь
В 1970 году Руперт Нойдек сочетался браком с Кристель, урождённой Шанцер. У пары родились две дочери и сын. Семья жила в городе Тросдорф. Здесь, в районе Тросдорф-Митте стоит оригинальный деревянный катер, с которого Нойдек спас 1982 беженца.

## Награды и премии
- Кавалер ордена Республики Сомали (1978)
- Медаль Теодора Хойса[нем.] (1985)
- Премия Бруно Крейски за заслуги в области прав человека[нем.] (1991)
- Премия Эриха Кастнера[нем.] (Дрезден) (1998)
- Премия Вальтера Диркса[нем.] (Франкфурт) (1999)
- Премия «За интеграцию» от фонда Апфельбаум (2002)
- Премия Марион Дёнхофф[нем.] (2003)
- Почетная докторская степень Вестфальского университета имени Вильгельма (2005)
- Европейская социальная премия[нем.] (2006)
- Премия Штайгер (2007)
- Орден за заслуги перед Северным Рейном-Вестфалией[нем.] (2007)
- Почётная докторская степень Призренского университета (2011)
- Кавалер ордена Почётного легиона (2012)
- Гражданская премия Федеральной ассоциации немецких газетных издательств[нем.] (2014)
- Международная премия в области прав человека — Медаль Райнера Хильдебрандта[нем.] (2014)
- Гражданская премия немецких газет (2015)
- Премия Эриха Фромма[нем.] (вместе с супругой) (2016)
- «Борнхеймер» европейской школы Борнхайм (2016)
- (посмертно) Государственная премия земли Северный Рейн-Вестфалия[нем.] (вместе с супругой) (2016)

## Память
В 2017 году в Тёнисворсте была основана общеобразовательная школа имени Руперта Нойдека. В том же году школа в Ноттульне была переименована в гимназию имени Руперта Нойдека в муниципалитете Ноттульн. В 2018 году перед замком Виссем в Тросдорфе была установлена Бронзовая мемориальная доска работы скульптора Йоста Мейера, которая была оплачена вьетнамской диаспорой в Германии.